# Christmas pudding
Christmas pudding, på svenska plumpudding eller julpudding, är en maträtt som serveras enligt tradition i Storbritannien, Irland och andra stater av det brittiska samväldet till juldagen. Till julpudding används vanligen torkade frukter som russin, nötter och vanligen fett från nötkreatur, nuförtiden kan fettet även vara vegetariskt. Receptet är beroende på region och ofta har varje familj sitt eget recept.
Enligt tradition kokas maträtten i ett tyg. Sedan början av 1900-talet lagas rätten ofta i en passande kastrull. Vanligen tillreds julpudding flera veckor före julen. Kort före servering ångas den. Ofta hälls brandy över puddingen som sedan flamberas. Till julpudding tillhandahålls vanligen Brandy butter eller Crème anglaise.
Under 2000-talet har rätten fått hård konkurrens av den italienska julkakan panettone.

## Bilder

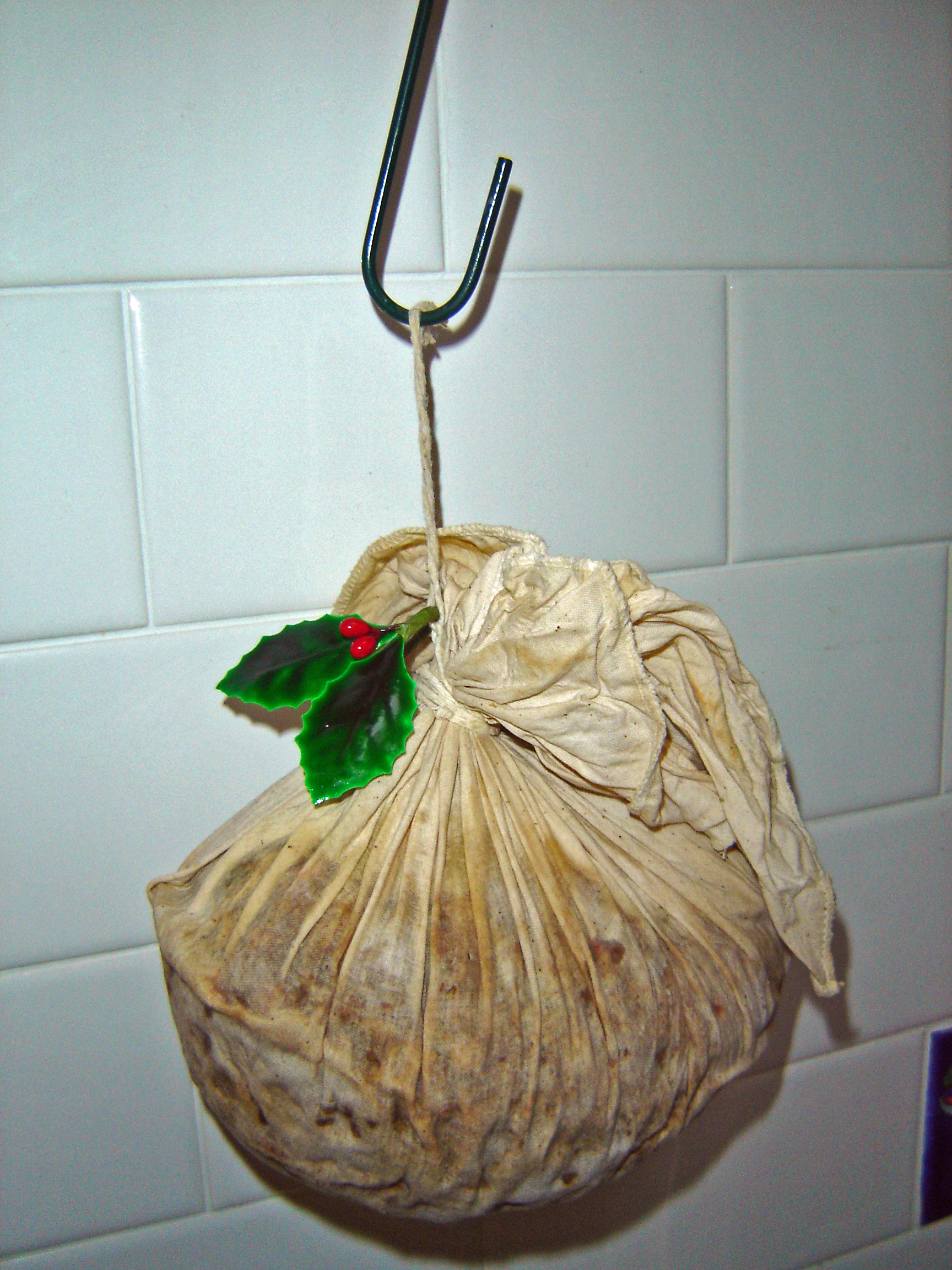
Christmas pudding tillagad i tyg
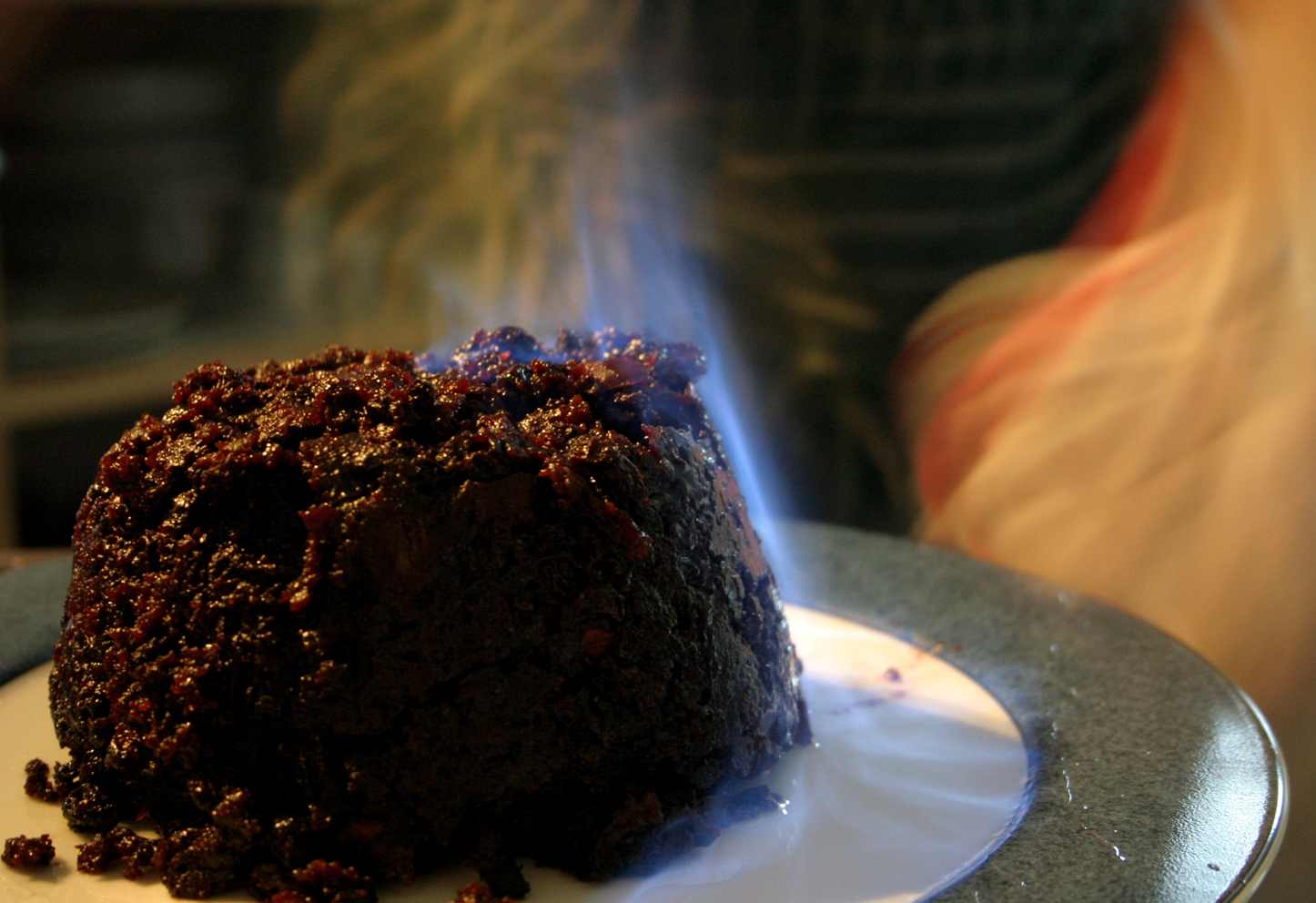
Flamberad Christmas pudding
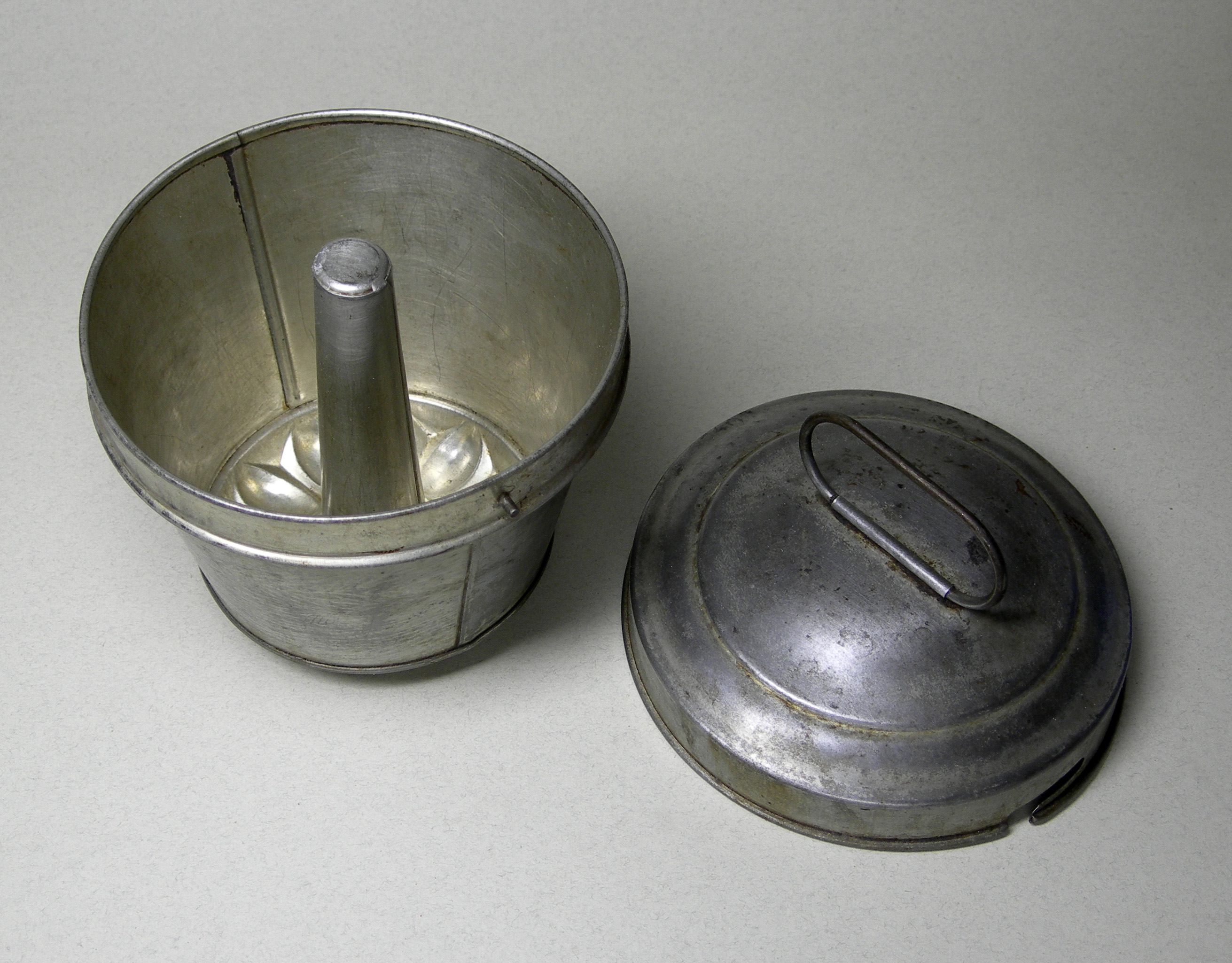
Kastrull för Christmas pudding